# Haunsheim
Haunsheim (szwab. Hausa) – miejscowość i gmina w Niemczech, w kraju związkowym Bawaria, w rejencji Szwabia, w regionie Augsburg, w powiecie Dillingen an der Donau, wchodzi w skład wspólnoty administracyjnej Gundelfingen an der Donau. Leży na obrzeżach Jury Szwabskiej, około 10 km na zachód od Dillingen an der Donau.

## Demografia
| Rok  | Liczba mieszk. |
| ---- | -------------- |
| 1970 | 1 492          |
| 1987 | 1 482          |
| 2000 | 1 594          |

## Polityka
Wójtem gminy jest Dieter Ott, rada gminy składa się z 12 osób.
|      | CSU | BB Haunsheim OT Unterbechingen | FWV | Razem |
| 2008 | 4   | 4                              | 4   | 12    |
| 2002 | 3   | 4                              | 5   | 12    |